# Joyce Lebra
Joyce Chapman Lebra (Minnesota, 21 de diciembre de 1925 - Boulder, Colorado, 10 de octubre de 2021) fue una novelista e historiadora estadounidense, primera mujer americana licenciada en Historia Japonesa en Estados Unidos. 

## Biografía
Nació en Minnesota aunque pasó su infancia en Honolulu, Hawái, y se licenció en Estudios Asiáticos por la Universidad de Minnesota. Se doctoró en Historia Japonesa por la Universidad de Harvard/Radcliffe, convirtiéndose en la primera mujer especialista en historia japonesa de los Estados Unidos de América. Ha vivido en Japón cerca de diez años, y más de tres en la India trabajando como investigadora. Se ha dedicado a la enseñanza universitaria como profesora de Historia Japonesa e India para la Universidad de Colorado hasta su jubilación.

## Logros Académicos
Recibió muchos premios, incluyendo el Honorary Doctor of Humane Letters de la Universidad de Minnesota en 1996. Además ha recibido numerosas becas de investigación, destacando la Beca Fulbright, la beca de la Fundación Japonesa, la Beca Nacional para las humanidades, otra por la Asociación Americana de Mujeres Universitarias y la beca de la Universidad Nacional Australiana.
Ha aparecido en las revistas Who's who in America, Who's who of American Women y en Who's who in American Education. Además, ha impartido clases magistrales en una amplia lista de universidades estadounidenses y mundiales, entre las que destacan la Universidad de Hawái, la Universidad de Oxford, el London School of Economics, la Universidad de Tokio, la Universidad de Waseda, la Universidad de Nagoya, la Universidad de Hong Kong, el Instituto de Estudios del Sudeste Asiático en Singapur, la Oficina de Investigación Netaji en Calcuta, las universidades de Melbourne y Monash, la Universidad de Macquaire, la Universidad de Sídney, la Universidad de Brisbane y la Universidad Nacional Australiana en Camberra.
Por otro lado, fue la encargada de recitar el discurso del Memorial Harmon en la Academia de las Fuerzas Aéreas de Estados Unidos de América, en 1991.

### Textos académicos
Sólo disponibles en inglés.
- Shaping Hawai’i; The Voices Of Women (1999)
- The Rani Of Jhansi; A Study In Female Heroism In India (1986)
- Women And Work In India (1984)
- Chinese Women In Southeast Asia (1980)
- Women In Changing Japan (1977)
- Japanese-trained Armies In Southeast Asia (1977)
- Okuma Shigenobu; Statesman Of Meiji Japan (1973)
- Jungle Alliance; Japan And The Indian National Army (1971)

- Japan’s Greater East Asia Co-prosperity Sphere (1975, editor).

### Novelas de ficción
- Scent of Sake (2009) (Próximamente disponible en español por Editorial Viceversa)
- Sugar And Smoke (2005, writing as Napua Chapman) (Sólo disponible en inglés)
- Durga’s Sword (1995) (Sólo disponible en inglés)